# 대한민국 제4대 민의원 후반기 의장단 선거
제4대 민의원 후반기 의장 선거는 1960년 6월 4일, 부의장 선거는 6월 10일에 실시되었다.
선거 결과 4선의 곽상훈 민주당 의원이 민의원의장에, 3선의 김도연 민주당 의원과 3선의 이재형 무소속 의원이 민의원부의장에 선출되었다.
민주당은 신파의 곽상훈 의장을 의장 후보로 공천하였음에도 불구하고 구파의 윤보선 의원이 상당한 득표를 하자 민주당이 당내 행동 통일에 실패한 것이 아니냐는 말이 나오기도 했으나, 윤보선 의원이 얻은 표는 대부분 자유당 의원들이 민주당을 교란시키기 위해 던진 것으로 알려졌다.
이때 곽상훈 의장의 득표수는 당시의 당선 요건인 출석의원의 과반은 넘겼으나, 재적의원의 과반은 넘지 못하였다. 역대 국회의장 및 민의원의장, 참의원의장 중 재적의원 과반수보다 낮은 득표를 하고 당선된 경우는 곽상훈 의장과 1998년 제15대 후반기 국회의장 선거 때의 박준규 의장 등 2명이 유이하다.
이후 1960년 6월 15일 제2공화국 헌법이 공포됨에 따라 곽상훈 의장은 대통령 권한대행에 취임하였다. 공무원인 대통령은 선거에 출마할 수 없었으므로, 7.29 총선에 출마할 계획이던 곽상훈 의장은 대통령 권한대행직을 내려놓기 위해 민의원에 사표를 제출하였다. 6월 23일 민의원은 곽상훈 의장의 사임을 가결하였고, 따라서 곽상훈 의장은 최초로 의장직을 자진 사퇴한 인물이 되었다.

## 선거 제도
민의원의장 및 민의원부의장 선거에서 당선자는 재적 의원 2/3 이상의 출석과 출석 의원 과반수의 찬성으로 결정하도록 되어있었다. 만약 1차 투표 결과 과반을 득표한 후보가 없을 시 2차 투표를 해야 했으며, 2차 투표에서도 과반을 득표한 후보가 없을 시 상위 득표자 2인에 대하여 결선 투표를 실시해 최다 득표자를 당선자로 하도록 되어 있었다.

## 배경
민의원의 정당별 의석수는 자유당 138석, 민주당 70석, 무소속 10석 등이었다. 그러나 6월 1일, 자유당 소속 의원 105명은 원내 교섭단체 자유당을 탈퇴한다고 민의원에 통고하고 독자 교섭단체 구성을 모색하기 시작하는 등 자유당은 사실상 와해 상태가 되었다. 이런 상황 속에서 정국의 주도권은 민주당이 쥐게 되었고, 결국 민의원의장과 1명의 부의장은 민주당에서, 나머지 1명의 부의장은 자유당 혹은 무소속에서 차지하기로 결정되었다.

## 후보

### 민의원의장 후보

#### 민주당
민주당은 6월 3일 의원총회를 열고 곽상훈 의장을 민의원의장으로 지지하기로 결정하였다. 그런데 곽상훈 의장은 현직 민의원의장은 총선에 출마할 수 없다는 규정 때문에 다가오는 총선 전에 민의원의장직을 사퇴할 계획이었다. 그럼 2명의 민의원부의장 중 1명이 민의원의장 권한대행을 맡게 될 텐데, 만약 자유당 소속 민의원부의장이 탄생하고 그가 의장 대행을 맡을 경우 정국의 주도권을 빼앗길 수 있다는 우려가 나왔다. 이같은 이유로 민주당은 아예 민의원부의장 선거를 실시하지 않고, 민의원의장만 선거하자고 주장하였다. 그러나 자유당 및 무소속 의원들이 부의장 선거 진행을 강력히 주장하여 결국 민주당의 주장은 받아들여지지 않았다.

### 민의원부의장 후보

#### 민주당
민주당은 6월 7일 원내대책위원회 회의를 열고 김도연 의원을 민의원부의장 후보로 결정하였다. 이 날 회의에서 민주당은 나머지 1석의 부의장은 자유당 혹은 무소속에 양보하기로 결정하고 자유당에 부의장 후보 결정을 요구하기로 하였다.

#### 자유당
민주당에서 부의장 1석을 자유당이나 무소속 측에 양보할 것을 선언하자 자유당은 즉각 부의장 후보 논의에 들어갔다. 조경규 자유당 원내총무가 등원을 하지 않고 있는 상황에서 당의 주도권을 잡고 있던 당내 혁신파 의원들은 3·15 부정 선거에 대한 책임이 있는 자유당에서 부의장직을 차지하는 것은 국민 앞에 염치 없는 짓이라는 점에 의견을 같이 하고 무소속의 이재형 의원을 부의장 후보로 지지할 것을 결정하였다. 그러나 일각에서는 원내 제1당으로써 자유당에서 당연히 부의장직을 차지해야 한다는 주장도 있어 막판 의견 조정에 애를 먹기도 하였다.

## 6월 4일 선거 결과

### 민의원의장 선거
경기도 인천시 을 지역구의 곽상훈 민주당 의원이 당선되었다.
| 후보     | 소속     | 득표 | %    | 비고 |
| -------- | -------- | ---- | ---- | ---- |
| 곽상훈   | 민주당   | 84   | 54.2 | 당선 |
| 윤보선   | 민주당   | 53   | 34.2 |      |
| 김도연   | 민주당   | 3    | 1.9  |      |
| 이철승   | 민주당   | 2    | 1.3  |      |
| 이필호   | 민주당   | 2    | 1.3  |      |
| 장택상   | 무소속   | 1    | 0.6  |      |
| 김준연   | 통일당   | 1    | 0.6  |      |
| 하태환   | 자유당   | 1    | 0.6  |      |
| 이형모   | 자유당   | 1    | 0.6  |      |
| 김두진   | 자유당   | 1    | 0.6  |      |
| 이사형   | 자유당   | 1    | 0.6  |      |
| 기권     | 기권     | 4    | 2.6  |      |
| 무효     | 무효     | 1    | 0.6  |      |
| 총투표수 | 총투표수 | 155  | 100  |      |

## 6월 10일 선거 결과

### 민주당 몫 민의원부의장 선거
서울특별시 서대문구 갑 지역구의 김도연 민주당 의원이 당선되었다.
| 후보     | 소속     | 1차 투표 | 1차 투표 | 2차 투표 | 2차 투표 | 비고 |
| 후보     | 소속     | 득표     | %        | 득표     | %        | 비고 |
| -------- | -------- | -------- | -------- | -------- | -------- | ---- |
| 김도연   | 민주당   | 81       | 49.4     | 114      | 66.7     | 당선 |
| 이재형   | 무소속   | 27       | 16.5     | 13       | 7.6      |      |
| 서범석   | 민주당   | 13       | 7.9      | 6        | 3.5      |      |
| 윤보선   | 민주당   | 6        | 3.7      | 5        | 2.9      |      |
| 양일동   | 민주당   | 3        | 1.8      | 2        | 1.2      |      |
| 유진산   | 민주당   | 2        | 1.2      | 2        | 1.2      |      |
| 이갑식   | 무소속   | 2        | 1.2      | 2        | 1.2      |      |
| 이필호   | 민주당   | 1        | 0.6      | 2        | 1.2      |      |
| 조일재   | 민주당   | 1        | 0.6      | 1        | 0.6      |      |
| 구철회   | 무소속   | 0        | -        | 1        | 0.6      |      |
| 이철승   | 민주당   | 0        | -        | 1        | 0.6      |      |
| 김선태   | 민주당   | 0        | -        | 1        | 0.6      |      |
| 조영규   | 민주당   | 0        | -        | 1        | 0.6      |      |
| 하태환   | 무소속   | 0        | -        | 1        | 0.6      |      |
| 강영훈   | 민주당   | 0        | -        | 1        | 0.6      |      |
| 박충모   | 민주당   | 0        | -        | 1        | 0.6      |      |
| 유성권   | 민주당   | 0        | -        | 1        | 0.6      |      |
| 박충식   | 무소속   | 0        | -        | 1        | 0.6      |      |
| 안균섭   | 무소속   | 0        | -        | 1        | 0.6      |      |
| 김준연   | 통일당   | 0        | -        | 1        | 0.6      |      |
| 유용식   | 자유당   | 0        | -        | 1        | 0.6      |      |
| 박현숙   | 무소속   | 0        | -        | 1        | 0.6      |      |
| 이용범   | 자유당   | 1        | 0.6      | 1        | 0.6      |      |
| 조한백   | 민주당   | 0        | -        | 1        | 0.6      |      |
| 나용균   | 민주당   | 5        | 3.0      | 1        | 0.6      |      |
| 이사형   | 무소속   | 0        | -        | 1        | 0.6      |      |
| 김재곤   | 민주당   | 0        | -        | 1        | 0.6      |      |
| 윤재근   | 무소속   | 3        | 1.8      | 0        | -        |      |
| 김의택   | 민주당   | 1        | 0.6      | 0        | -        |      |
| 윤형남   | 민주당   | 1        | 0.6      | 0        | -        |      |
| 김학준   | 민주당   | 1        | 0.6      | 0        | -        |      |
| 박순천   | 민주당   | 1        | 0.6      | 0        | -        |      |
| 박세경   | 무소속   | 1        | 0.6      | 0        | -        |      |
| 박병배   | 무소속   | 1        | 0.6      | 0        | -        |      |
| 무효     | 무효     | 13       | 7.9      | 6        | 3.5      |      |
| 총투표수 | 총투표수 | 164      | 100      | 171      | 100      |      |

### 무소속 몫 민의원부의장 선거
경기도 시흥군 지역구의 이재형 무소속 의원이 당선되었다.
| 후보     | 소속     | 득표 | %    | 비고 |
| -------- | -------- | ---- | ---- | ---- |
| 이재형   | 무소속   | 79   | 53.4 | 당선 |
| 이갑식   | 무소속   | 31   | 20.9 |      |
| 서범석   | 민주당   | 6    | 4.1  |      |
| 조경규   | 자유당   | 3    | 2.0  |      |
| 윤보선   | 민주당   | 2    | 1.4  |      |
| 이필호   | 민주당   | 2    | 1.4  |      |
| 윤재근   | 무소속   | 2    | 1.4  |      |
| 정준     | 무소속   | 2    | 1.4  |      |
| 박충식   | 무소속   | 2    | 1.4  |      |
| 김선태   | 민주당   | 2    | 1.4  |      |
| 구철회   | 무소속   | 2    | 1.4  |      |
| 유진산   | 민주당   | 1    | 0.7  |      |
| 김철안   | 자유당   | 1    | 0.7  |      |
| 나용균   | 민주당   | 1    | 0.7  |      |
| 박상길   | 무소속   | 1    | 0.7  |      |
| 최규남   | 무소속   | 1    | 0.7  |      |
| 이영준   | 민주당   | 1    | 0.7  |      |
| 이용범   | 자유당   | 1    | 0.7  |      |
| 이사형   | 무소속   | 1    | 0.7  |      |
| 장택상   | 무소속   | 1    | 0.7  |      |
| 무효     | 무효     | 6    | 4.1  |      |
| 총투표수 | 총투표수 | 148  | 100  |      |

## 여담
이후 1960년 6월 15일 제2공화국 헌법이 공포됨에 따라 곽상훈 의장은 대통령 권한대행에 취임하였다. 공무원인 대통령은 선거에 출마할 수 없었으므로, 7.29 총선에 출마할 계획이던 곽상훈 의장은 대통령 권한대행직을 내려놓기 위해 같은 날 민의원에 의장직 사임서를 제출하였다.
그러나 박세경 민의원 법제사법위원장 등은 대통령 권한대행은 대통령과 달리 선거 출마가 제한되지 않는다고 주장하는 등 의장 사퇴 불필요론을 주장하였다. 이같은 분위기 속에 민의원은 6월 17일 투표를 실시한 결과 총투표수 133표 중 가 61표, 부 70표, 무효 2표로 곽상훈 의장의 사임을 불허하였다.
곽상훈 의장은 다시 한 번 대통령 권한대행의 입후보 불가론을 주장하며 6월 22일 의장직 사임서를 민의원에 재차 제출하였다. 민의원은 6월 23일 투표를 실시한 결과 총투표수 114표 중 가 101표, 부 13표로 곽상훈 의장의 사임을 허가하였다. 이후 민의원은 의장을 새로 선거하지 않고 김도연 부의장의 의장 대리 체제로 운영되었다.